# 미네르바 신전 (아시시)

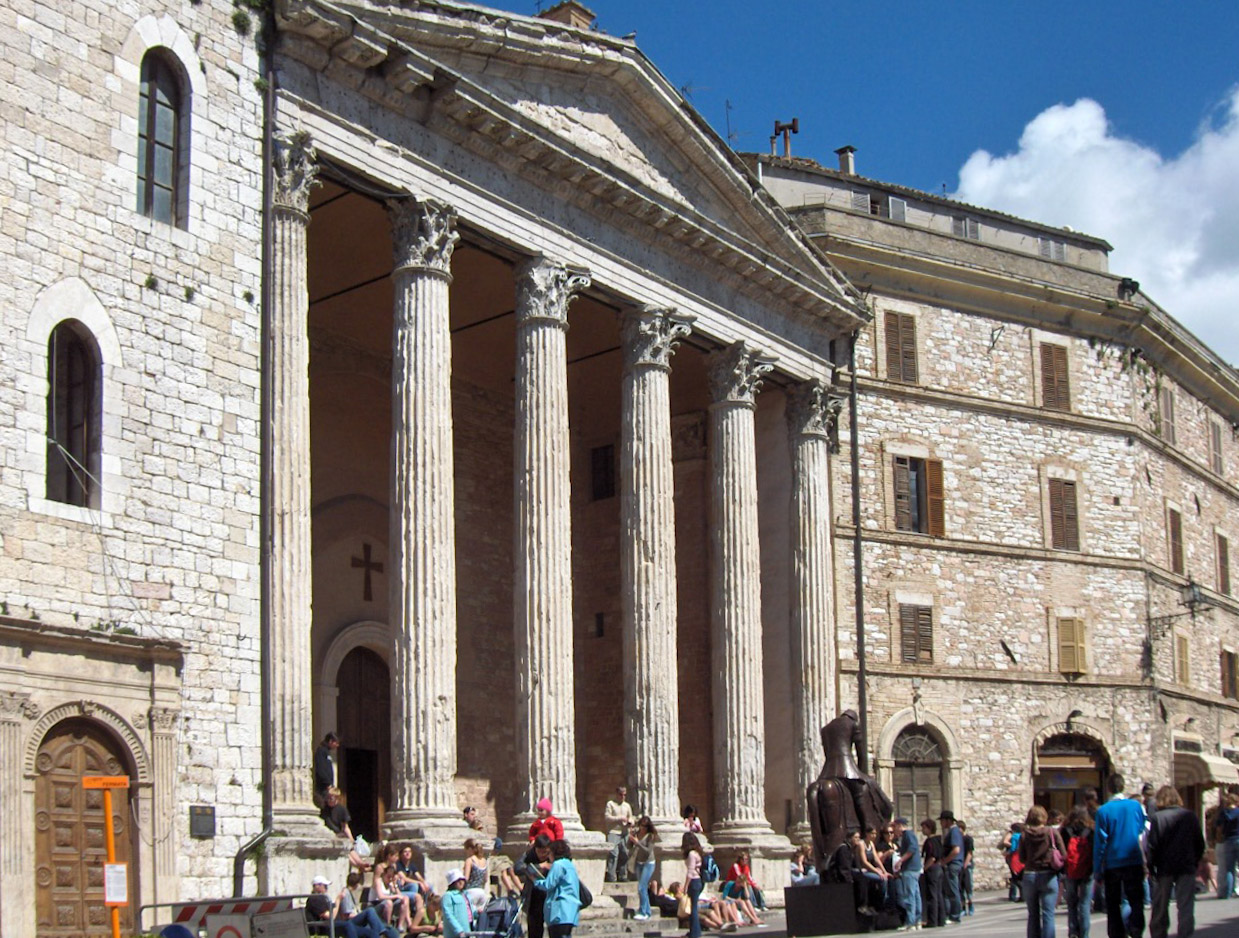
미네르바 신전

미네르바 신전(이탈리아어: Tempio di Minerva 템피오 디 미네르바[*])은 이탈리아 움브리아주 페루자현 아시시에 있는 고대 로마 신전이다. 1539년에 신전으로 지어졌으며, 17세기에 바로크 양식으로 개축되었다. 현재는 산타 마리아 소프라 미네르바 교회(Chiesa di Santa Maria sopra Minerva)라는 이름으로 교회로 사용되고 있다.